# Hervormde kerk (Schardam)
De eerste eredienst in de voormalige Hervormde kerk in de Nederlandse plaats Schardam werd in 1662 gehouden, de laatste in 1968. In de jaren 70 hebben de huidige bewoners, kunstenaarsechtpaar Mantje, de kerk gerestaureerd. De kerk is nu hun woning en atelier. Onder het rijksmonumentnummer van de kerk vallen het pand, doophek, lezenaar voor de predikanten, twee kandelaars en de preekstoel. De toren, een dakruiter is een apart rijksmonument. Hier vallen ook het uurwerk en de luidklok uit 1497 onder.

## Geschiedenis
In 1499 werd voor het eerst een kerkgebouw in het dorp Schardam vermeld. Het betrof een laatgotische kerk. De toren van de kerk fungeerde mogelijk ook als baken voor de schepen op de Zuiderzee. In 1662 werd de kerk vervangen door het huidige exemplaar. De dakruiter op de huidige kerk is niet origineel, tot 1860 stond op die plek een kleine kerktoren. De kerkklok in de dakruiter is vervaardigd door Geert van Wou, hij heeft ook de kerkklok van de kerk van Oosthuizen op zijn naam staan.
Na de laatste dienst in 1968 kwam de kerk leeg te staan. In 1971 werd de kerk tot rijksmonument verklaard. Twee jaar later kocht het kunstenaarsechtpaar Mantje de kerk met de intentie er een woon- en atelierruimte van te maken. Het echtpaar heeft de kerk in fases gerestaureerd. Een groot aantal dakpannen was weg en vrijwel alle ramen waren kapot. Ook een groot deel van het dakbeschot moest vervangen worden.
Het echtpaar heeft in 1973 de kerk, zonder dakruiter, overgekocht. In de Franse Tijd werden veel kerktorens eigendom van de burgerlijke gemeentes, zo ook de kerktoren van het kerkje van Schardam. In 2009 is de oude dakruiter vervangen vanwege bouwvalligheid. De kerkklok uit 1497 is ook ditmaal behouden gebleven.